# 卡雷尔·布吕克纳

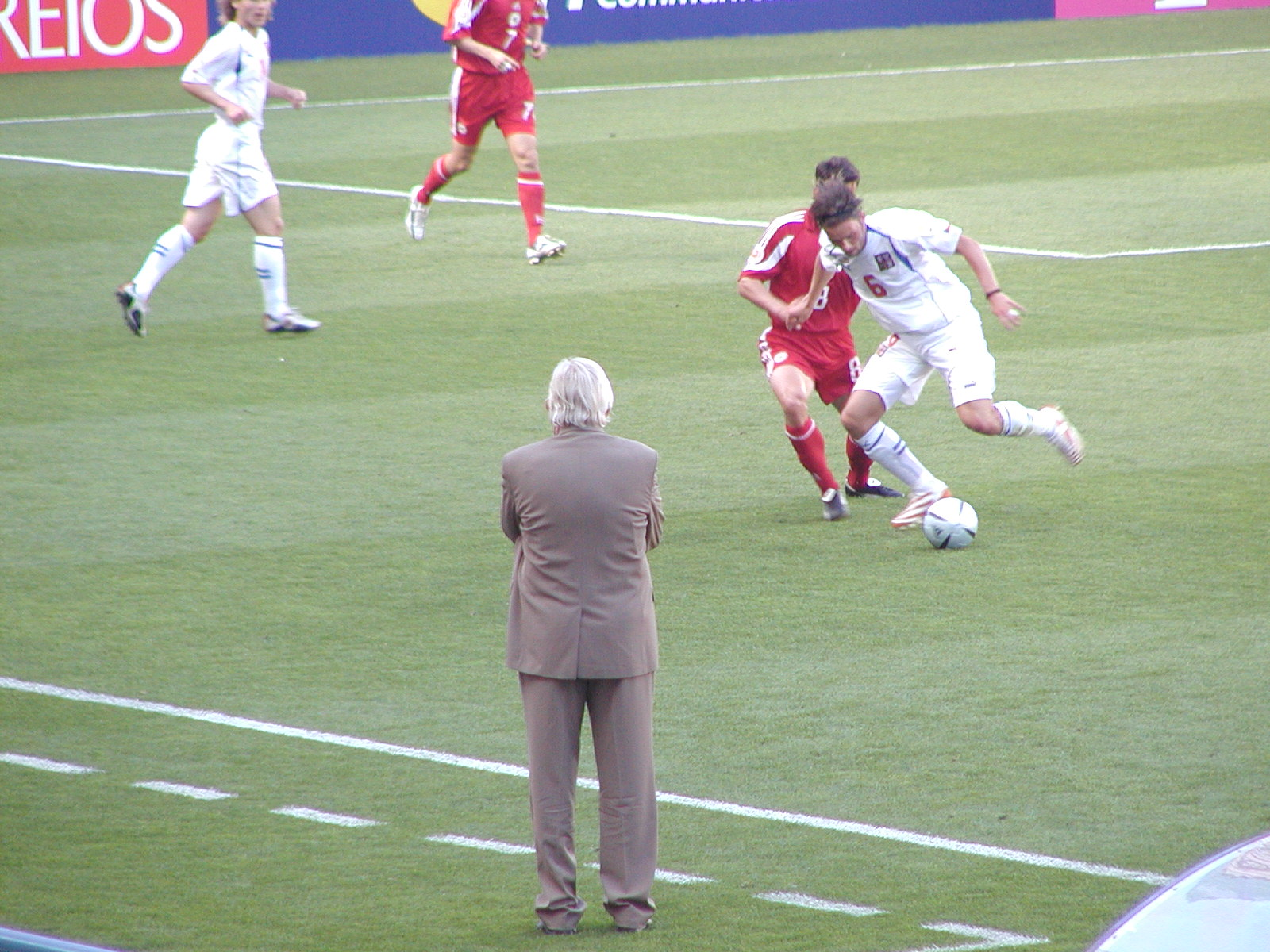
布克拿(站在正中間)

卡雷爾·布呂克納（捷克語：Karel Brückner，1939年11月13日—），出生於捷克奥洛穆茨，是一名足球教練，前捷克國家足球隊主教練，於2008年歐洲足球錦標賽後退休。

## 生平
布呂克納在球員時代只效力捷克一些名不見經傳的球會。退役後他曾在捷克聯賽球會Sigma Olomouc擔任訓練員，也於1983-84年執教過捷克國家隊青年軍。1998年他再一次擔任此職位.。
他於2001年執教捷克國家隊，以打技術性足球為主要理念。他除了為捷克國家隊打入2004年歐洲國家杯四強外，還成功地為國家隊打入2006年世界杯決賽週，這是自蘇聯解體後捷克國家隊首次打入世界杯。雖然僅能帶領國家隊打了三場分組賽，但仍能成功續約國家隊。
2008年歐洲國家盃他公開表示會離開國家隊退休，而他亦在2008年歐洲國家盃決賽週後正式離任，並轉任奧地利國家足球隊教練。

## 榮譽
- 2004年歐洲國家杯：四強